# Премія «Золота дзиґа» найкращому художнику із гриму
Премія «Золота дзиґа» найкращому художнику із гриму — одна з кінематографічних нагород, яку надає Українська кіноакадемія в рамках Національної кінопремії «Золота дзиґа». Її присуджують художнику-гримеру фільму українського виробництва, починаючи з церемонії Другої національної кінопремії 2018 року.
Першим переможцем у цій номінації стала Ліліана Хома за фільм «Кіборги» (реж. Ахтем Сеїтаблаєв). Премію на церемонії Другої національної кінопремії, що відбулася 20 квітня 2018 року вручили переможцю режисерка, сценаристка, письменниця Марися Нікітюк та заслужений діяч мистецтв України Сергій Борденюк.

## Переможці та номінанти
Нижче наведено список лауреатів, які отримали цю премію, а також номінанти. ★ Імена переможців виділені окремим кольором

## 2010-ті
| Церемонії   | Художник(и)            | Фільм                                     | Режисер(и)                     |
| ----------- | ---------------------- | ----------------------------------------- | ------------------------------ |
| 2-га (2018) | ★ Ліліана Хома         | «Кіборги»                                 | Ахтем Сеїтаблаєв               |
| 2-га (2018) | • Тетяна Герлак        | «Припутні»                                | Аркадій Непиталюк              |
| 2-га (2018) | • Олена Ходос          | «Стрімголов»                              | Марина Степанська              |
| 3-тя (2019) | ★ Катерина Струкова    | «Брама»                                   | Володимир Тихий                |
| 3-тя (2019) | • Ольга Аїтарнія       | «Шляхетні волоцюги»/«Позивний „Бандерас“» | Олександр Березань/Олесь Янчук |
| 3-тя (2019) | • Тетяна Хорошун       | «Коли падають дерева»                     | Марися Нікітюк                 |
| 4-та (2020) | ★Алла Леонова          | «Захар Беркут»                            | Джон Вінн, Ахтем Сеїтаблаєв    |
| 4-та (2020) | • Світлана Полікашкіна | «Фокстер і Макс»                          | Анатолій Матешко               |
| 4-та (2020) | • Віталій Скопелідіс   | «Гуцулка Ксеня»                           | Олена Дем'яненко               |

## 2020-ті
| Церемонії    | Художник(и)            | Фільм                    | Режисер(и)               |
| ------------ | ---------------------- | ------------------------ | ------------------------ |
| 5-та (2021)  | ★ Марія Петровська     | «Безславні кріпаки»      | Роман Перфільєв          |
| 5-та (2021)  | • Ганна Лукашенко      | «Атлантида»              | Валентин Васянович       |
| 5-та (2021)  | • Ельвіра Мамедова     | «Погані дороги»          | Наталія Ворожбит         |
| 2022         | не проводилась         | не проводилась           | не проводилась           |
| 6-та (2022)* | ★ Марія Пілунська      | «Стоп-Земля»             | Катерина Горностай       |
| 6-та (2022)* | • Світлана Полікашкіна | «Носоріг»                | Олег Сенцов              |
| 6-та (2022)* | • Віталій Скопелідіс   | «Сторонній»              | Дмитро Томашпольський    |
| 7-ма (2023)  | ★ Марія Пілунська      | «Памфір»                 | Дмитро Сухолиткий-Собчук |
| 7-ма (2023)  | • Ксенія Гальченко     | «Клондайк»               | Марина Ер Горбач         |
| 7-ма (2023)  | • Ганна Лукашенко      | «Бачення метелика»       | Максим Наконечний        |
| 7-ма (2023)  | • Ася Сутягіна         | «Люксембург, Люксембург» | Антоніо Лукіч            |
| 8-ма (2024)  | ★ Ірина Солодовська    | «Довбуш»                 | Олесь Санін              |
| 8-ма (2024)  | • Ольга Ахтарнія       | «Я, Ніна»                | Марися Нікітюк           |
| 8-ма (2024)  | • Ася Сутягіна         | «Ля Палісіада»           | Філіп Сотниченко         |